# Marriage Contract
Marriage Contract (en hangul, 결혼계약|結婚契約; RR: Gyeolhon Gyeyak) es una serie de television surcoreana dirigida por Kim Jin-min y protagonizada por Lee Seo-jin y Uee. Se emitió por el canal MBC del 5 de marzo al 24 de abril de 2016, los sábados y domingos a las 22:00 horas (hora local coreana).

## Sinopsis
Kang Hye-soo (Uee) es una madre soltera que lucha por criar a su hija mientras paga las deudas de su difunto esposo. Han Ji-hoon (Lee Seo-jin) es el hijo de un chaebol que busca un contrato de matrimonio para salvar a su madre, que necesita un trasplante de hígado. Cuando a Hye-soo se le diagnostica un tumor cerebral inoperable, acepta casarse con Ji-hoon y donar parte de su hígado a su madre, a cambio de suficiente dinero para mantener a su hija hasta que llegue a la edad adulta. Han Ji-Hoon conduce cuando Hye-Soo casi es golpeada para salvar a su hija de 7 años, Eun-Seong. Él la lleva al hospital cuando se desmaya; sin embargo, mientras la examinan, el gerente del restaurante de Han Ji-Hoon, Ho-Joon, le dice que podría ser una estafa y que se asegure de que ella esté realmente herida. Han Ji-Hoon tiene el teléfono de Hye-Soo y recibe una llamada de un hombre misterioso que resulta ser un cobrador de deudas que llega al hospital después de escucharlo de fondo. Él persigue a Hye-Soo cuando ella sale del hospital y casi la atrapa, pero al final se esconde en el auto de Han Ji-Hoon con Eun-Seong. La madre de Han Ji-Hoon ha sido llevada de urgencia al hospital, donde descubren que si no recibe un trasplante de hígado morirá, pero está muy abajo en la lista de receptores, por lo que Han Ji-Hoon decide casarse con Hye-Soo. A Eun-Seong al principio no le gusta Han Ji-Hoon, pero después se entusiasma con él.

## Reparto
- Lee Seo-jin como Han Ji-hoon, jefe de la División de Estrategia de Promis, una nueva empresa de restaurantes.[8]
- Uee como Kang Hye-soo, asistente de cocina en Promis.
- Kim Yong-gun como Han Seong-gook, padre de Ji-hoon y Jeong-hoon, propietario real y presidente honorario de Hannam Foods.
- Park Jung-soo como Yoon Seon-yeong.
- Lee Hwi-hyang como Oh Mi-ran, madre de Ji-hoon.
- Kim Young-pil como Han Jeong-hoon, medio hermano de Ji-hoon, director gerente de Hannam Foods y jefe de la oficina de planificación y coordinación de la división comercial de alimentos.
- Shin Rin-ah como Cha Eun-seong, hija de Hye-soo.
- Kim Kwang-kyu como Park Ho-joon, amigo de Ji-hoon, gerente general.
- Kim Yoo-ri como Seo Na-yoon, el primer amor de Ji-hoon, arpista.
- Jung Kyung-soon como Shim Yeong-hee, abuela de Eun-seong, suegra de Hye-soo.
- Lee Hyun-geol como Gong Soo-chang, chef.
- Pyo Ye-jin como Hyun A-ra, estudiante de servicio a tiempo parcial.
- Ahn Ji-hoon como Jo Seung-joo, sobrino de Yeong-hee.
- Kim So-jin como Hwang Joo-yeon, compañera de clase de secundaria de Hye-soo.
- Jin Seon-kyu como médico de Oh Mi-ran.
- Han Gap-soo como asistente social en el hospital Seungjeon.
- Park Myung-shin como el médico de Kang Hye-soo.
- Oh Dae-hwan como un usurero que va al restaurante de Hye-soo.[9]

## Audiencia
| Episodio | Fecha de emisión    | Índice de audiencia | Índice de audiencia | Índice de audiencia | Índice de audiencia |
| Episodio | Fecha de emisión    | TNmS Ratings        | TNmS Ratings        | AGB Nielsen         | AGB Nielsen         |
| Episodio | Fecha de emisión    | Nacional            | Seúl                | Nacional            | Seúl                |
| -------- | ------------------- | ------------------- | ------------------- | ------------------- | ------------------- |
| 1        | 5 de marzo de 2016  | 17,3 %              | 18,4 %              | 17,2 %              | 18,2 %              |
| 2        | 6 de marzo de 2016  | 17,1 %              | 18,5 %              | 18,0 %              | 19,3 %              |
| 3        | 12 de marzo de 2016 | 16,6 %              | 17,0 %              | 17,3 %              | 19,6 %              |
| 4        | 13 de marzo de 2016 | 17,4 %              | 17,9 %              | 17,8 %              | 19,6 %              |
| 5        | 19 de marzo de 2016 | 17,0 %              | 18,2 %              | 18,0 %              | 19,7 %              |
| 6        | 20 de marzo de 2016 | 17,9 %              | 18,4 %              | 19,3 %              | 20,6 %              |
| 7        | 26 de marzo de 2016 | 16,1 %              | 17,3 %              | 18,4 %              | 20,3 %              |
| 8        | 27 de marzo de 2016 | 18,5 %              | 19,8 %              | 20,4 %              | 22,4 %              |
| 9        | 2 de abril de 2016  | 18,0 %              | 19,6 %              | 18,9 %              | 20,7 %              |
| 10       | 3 de abril de 2016  | 18,4 %              | 20,6 %              | 22,0 %              | 24,6 %              |
| 11       | 9 de abril de 2016  | 17,0 %              | 19,0 %              | 20,6 %              | 22,4 %              |
| 12       | 10 de abril de 2016 | 18,1 %              | 18,7 %              | 22,9 %              | 25,4 %              |
| 13       | 16 de abril de 2016 | 17,1 %              | 18,4 %              | 19,6 %              | 21,5 %              |
| 14       | 17 de abril de 2016 | 19,0 %              | 20,1 %              | 21,3 %              | 23,4 %              |
| 15       | 23 de abril de 2016 | 18,0 %              | 18,7 %              | 19,3 %              | 21,5 %              |
| 16       | 24 de abril de 2016 | 20,3 %              | 22,8 %              | 22,4 %              | 23,6 %              |
| Promedio | Promedio            | 17,7 %              | 19,0 %              | 19,6 %              | 21,4 %              |

## Premios y nominaciones
| Año  | Premio                      | Categoría                                                             | Candidato         | Resultado | Ref.   |
| ---- | --------------------------- | --------------------------------------------------------------------- | ----------------- | --------- | ------ |
| 2016 | 5th APAN Star Awards        | Premio a la excelencia, actriz en miniserie                           | Uee               | Nominada  |        |
| 2016 | 9th Korea Drama Awards      | Mejor director                                                        | Kim Jin-min       | Ganador   |        |
| 2016 | 9th Korea Drama Awards      | Premio a la excelencia, actor                                         | Lee Seo-jin       | Nominado  |        |
| 2016 | 21st Asian Television Award | Mejor serie                                                           | Marriage Contract | Nominada  |        |
| 2016 | 23rd Grimae Awards          | Mejor actriz                                                          | Uee               | Ganadora  |        |
| 2016 | 36th MBC Drama Awards       | Gran Premio (Daesang)                                                 | Lee Seo-jin       | Nominado  |        |
| 2016 | 36th MBC Drama Awards       | Gran Premio (Daesang)                                                 | Uee               | Nominada  |        |
| 2016 | 36th MBC Drama Awards       | Serie del año                                                         | Marriage Contract | Nominada  | [ 12 ] |
| 2016 | 36th MBC Drama Awards       | Premio a la gran excelencia, actor en una serie de proyecto especial  | Lee Seo-jin       | Ganador   | [ 13 ] |
| 2016 | 36th MBC Drama Awards       | Premio a la gran excelencia, actriz en una serie de proyecto especial | Uee               | Ganadora  | [ 13 ] |
| 2016 | 36th MBC Drama Awards       | Premio a la excelencia, actriz en una serie de proyecto especial      | Kim Yoo-ri        | Nominada  | [ 12 ] |
| 2016 | 36th MBC Drama Awards       | Premio Golden Acting, actriz en una serie de proyecto especial        | Lee Hwi-hyang     | Ganadora  | [ 13 ] |
| 2016 | 36th MBC Drama Awards       | Mejor actriz infantil                                                 | Shin Rin-ah       | Nominada  | [ 12 ] |
| 2016 | 36th MBC Drama Awards       | Mejor pareja                                                          | Lee Seo-jin y Uee | Nominados | [ 12 ] |